# Charles Le Brun
Charles Le Brun (Parigi, 24 febbraio 1619 – Parigi, 22 febbraio 1690) è stato un pittore e decoratore francese.
Le Brun è famoso soprattutto per i suoi lavori di arredamento e decorazione alla reggia di Versailles, durante il XVII secolo.

## Biografia
Nato da una famiglia di artisti nel 1619, fu prima allievo di suo padre Nicolas, scultore, poi di François Perrier e di Simon Vouet a Parigi; completò la sua formazione a Roma dove si recò, dal 1642 al 1646, con Poussin, la cui lezione ebbe grande parte nella formazione del suo stile: là studiò Raffaello, i pittori bolognesi e i monumenti antichi. Nel 1646 tornò a Parigi, dove nel 1648 fu cofondatore – con Jean-Baptiste Colbert e altri – e direttore dell'Accademia reale di pittura e scultura; eseguì quindi alcune pale sacre (Martirio di Sant'Andrea e Martirio di Santo Stefano a Notre-Dame) e complessi decorativi per l'Hôtel Lambert (insieme a Eustache Le Sueur) e l'Hôtel de la Rivière (1652-1653), e infine per il Castello di Vaux-le-Vicomte, appartenente a Nicolas Fouquet, dove l'organizzazione dell'apparato decorativo rivela la polivalenza dei suoi interessi.

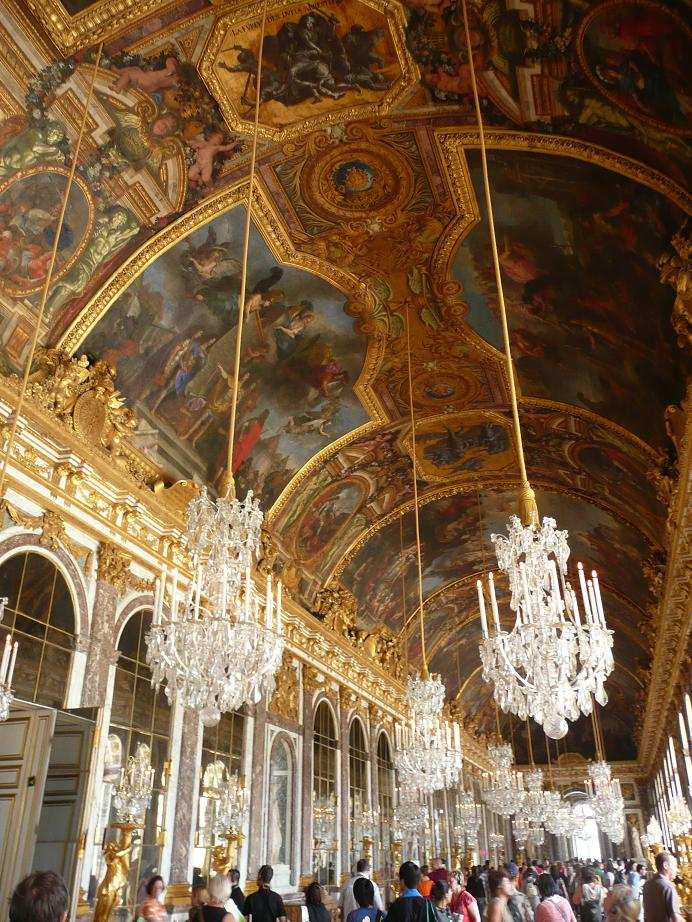
La Galleria degli Specchi della Reggia di Versailles.

Nel 1660 dipinse per Luigi XIV La famiglia di Dario davanti ad Alessandro e dall'anno successivo entrò al servizio del re come primo pittore di corte, iniziando così una brillantissima carriera; nel 1663 fu nominato soprintendente della manifattura dei Gobelins, per la quale preparò numerosi cartoni (le Stagioni; le Battaglie di Alessandro; i Mesi) e disegni per mobili, argenterie, mosaici e arazzi, di cui diede grande impulso alla produzione; in tale incarico Le Brun sviluppò le sue doti di organizzatore, già manifestate nella direzione della manifattura di Maincy. In questi anni conoscerà e stringerà anche una forte amicizia con l'incisore Gilles Rousselet, che inciderà più di novanta tavole tratte dai suoi quadri.
Quando nel 1676 divenne principe dell'Accademia di San Luca la unì con l'analoga Accademia da lui fondata a Parigi. In questo periodo, come primo pittore del re e “principe” dell'Accademia reale di pittura e scultura, ebbe influenza grandissima e svolse attività didattica sostenendo principi classici; in consonanza con gli intendimenti del monarca e di Colbert, curò le realizzazioni del Louvre (decorazione della Galleria d'Apollo), di Versailles (Galleria degli Specchi, 1678-1684; Saloni della Pace e della Guerra, Scalone degli Ambasciatori), dove lavorò dal 1674 al 1686, di Fontainebleau (tele con storie della vita di Alessandro Magno), di Saint-Germain, di Sceaux e di Marly; nelle parti da lui dipinte allegoria e storia trovano una veste formale solenne e moderata e insieme di estrema e barocca “evidenza”. Fra i suoi allievi vi fu il ritrattista Claude Lefèbvre.
L'ascesa di Louvois alla sovrintendenza alle costruzioni (1683) rappresentò il graduale allontanamento di Le Brun dalle grandi commissioni e il suo avvicinarsi alla pittura da cavalletto (Mosè difende le figlie di Jetro del 1686 e Mosè prende in moglie Sefora del 1687, Modena, Galleria Estense; ciclo de La Vita di Cristo, 1688-1689, Parigi, Louvre), che trattò con scrupolo ma con scarsa creatività.
Mediante l'accademia, dominò ogni campo dell'attività artistica francese, contribuendo a diffondere lo stile severo, dalle forme massicce e sostenute, in cui si identifica l'epoca di Luigi XIV: infatti l'Accademia, da cui dipendevano altre scuole e accademie, dirigeva l'insegnamento artistico secondo alcuni princìpi di carattere generale, consistenti essenzialmente nella correzione delle imperfezioni della natura secondo un canone di bellezza stabilito sui capolavori dell'antichità; questa dottrina, applicata da Le Brun, non gli impedì comunque di creare alcuni ammirevoli ritratti di personaggi della corte che sono la parte più valida della sua pittura. Nel 1698 fu pubblicata un'opera postuma, “Conference sur l'expression générale et particulière”, dove viene analizzata la fisionomia dei volti in relazione ai diversi stati d'animo.
Le Brun predilesse nelle sue opere i soggetti allegorici e mitologici, che dipingeva con uno stile classicheggiante, e il gusto dell'effetto drammatico e dell'ornato; partecipò inoltre con la sua opera alla definizione della fisionomia magniloquente e fastosa del barocco francese, creando un modello valido per tutte le corti europee.

Incredibilmente precoce (a dodici anni eseguì il primo ritratto importante e a quindici due dipinti con storie per il Cardinale Richelieu), massimo esponente del classicismo accademico nel XVII secolo, solo qualche suo dipinto risulta di buona qualità: un esempio è il ritratto del cancelliere Pierre Séguier a cavallo (1661, Louvre), equilibrato nella composizione, ricco coloristicamente pur nella scelta di toni pacati; altre numerose tele sono conservate al Louvre, a Versailles e nei vari musei delle città di Angers, di Berlino, di Caen, di Chantilly, di Digione, di Dresda. Ebbe molti allievi e imitatori.

## Galleria d'immagini

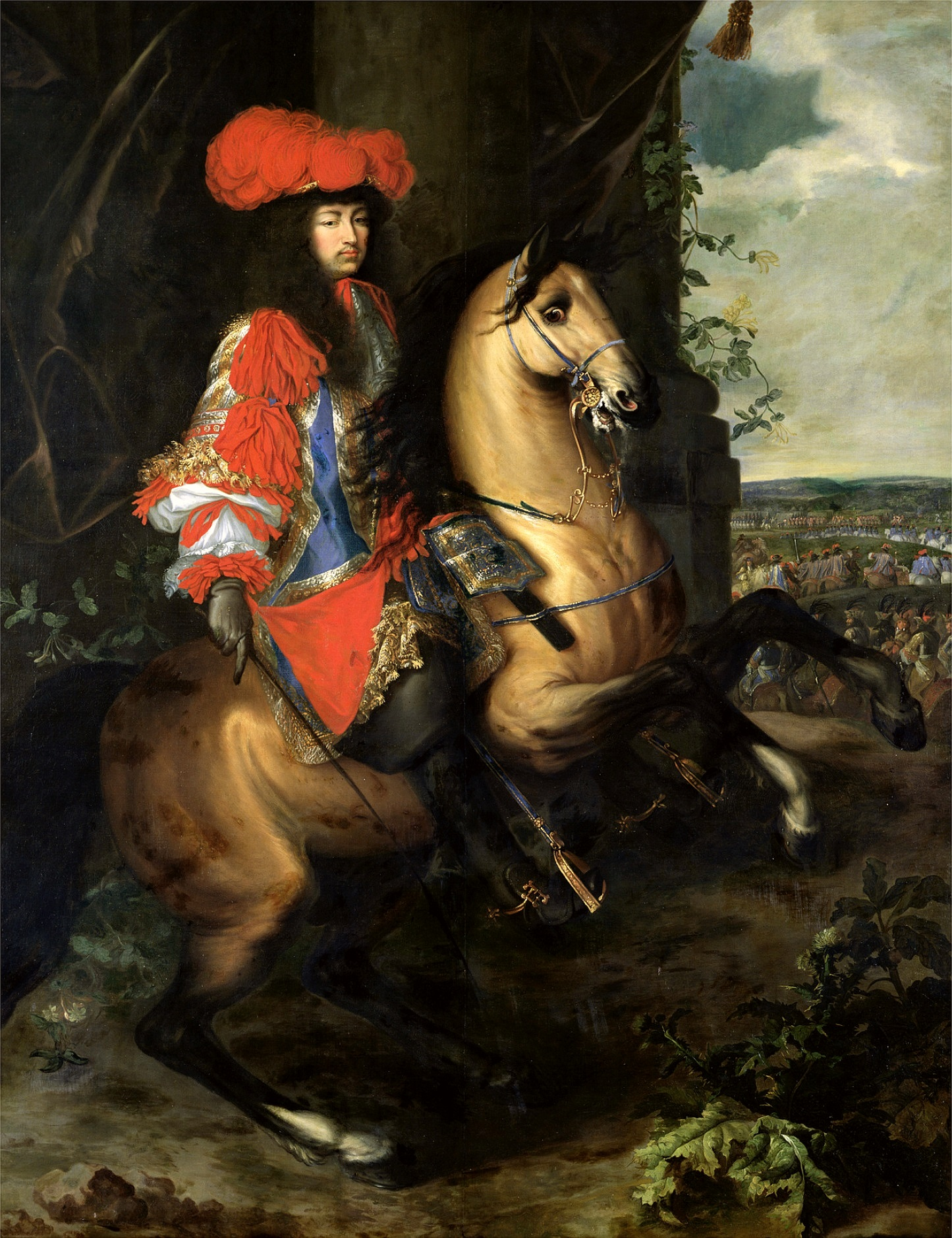
Ritratto equestre di Luigi XIV . Museo di Tournai.
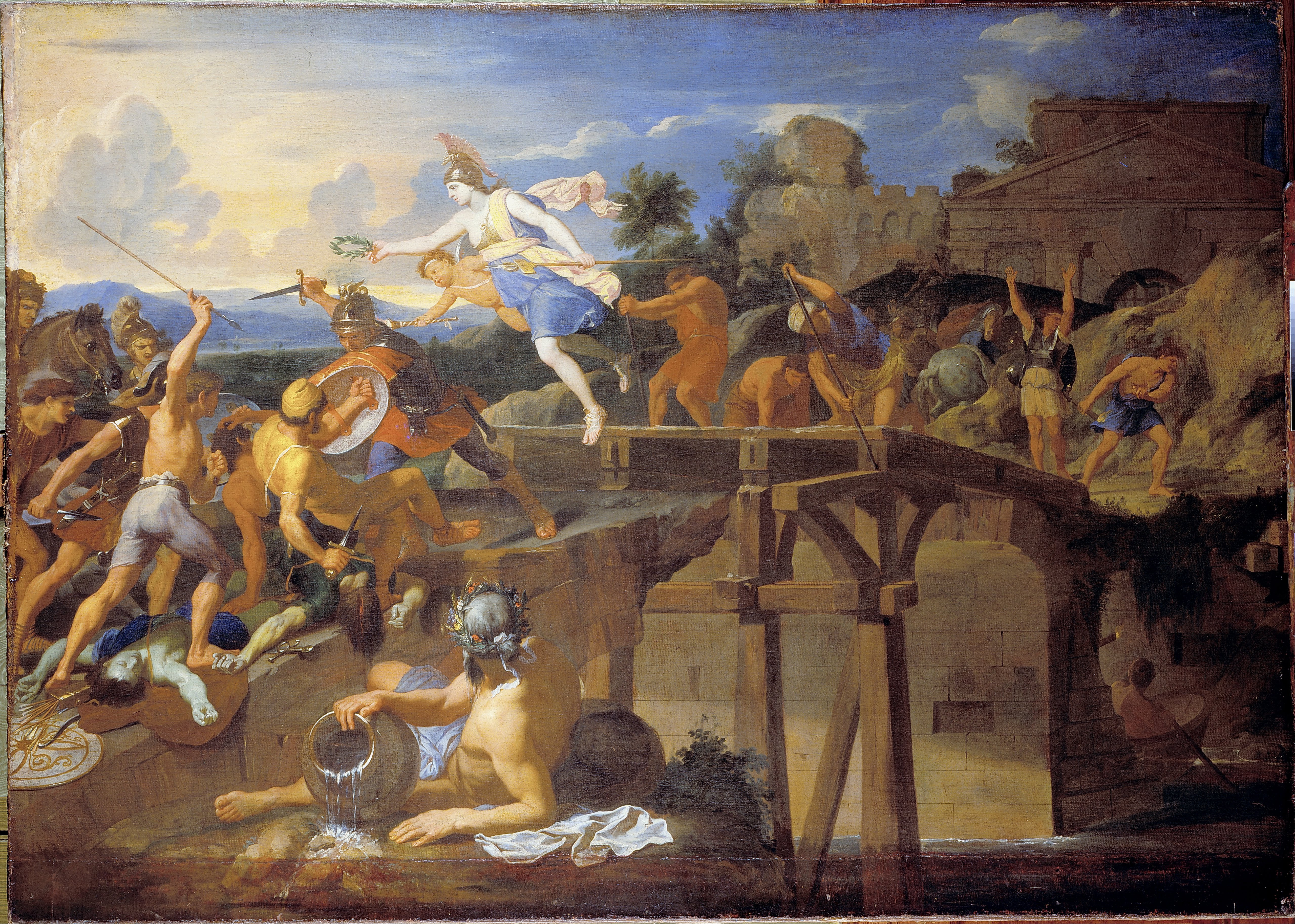
Orazio Coclite difende il ponte, 1642–43.
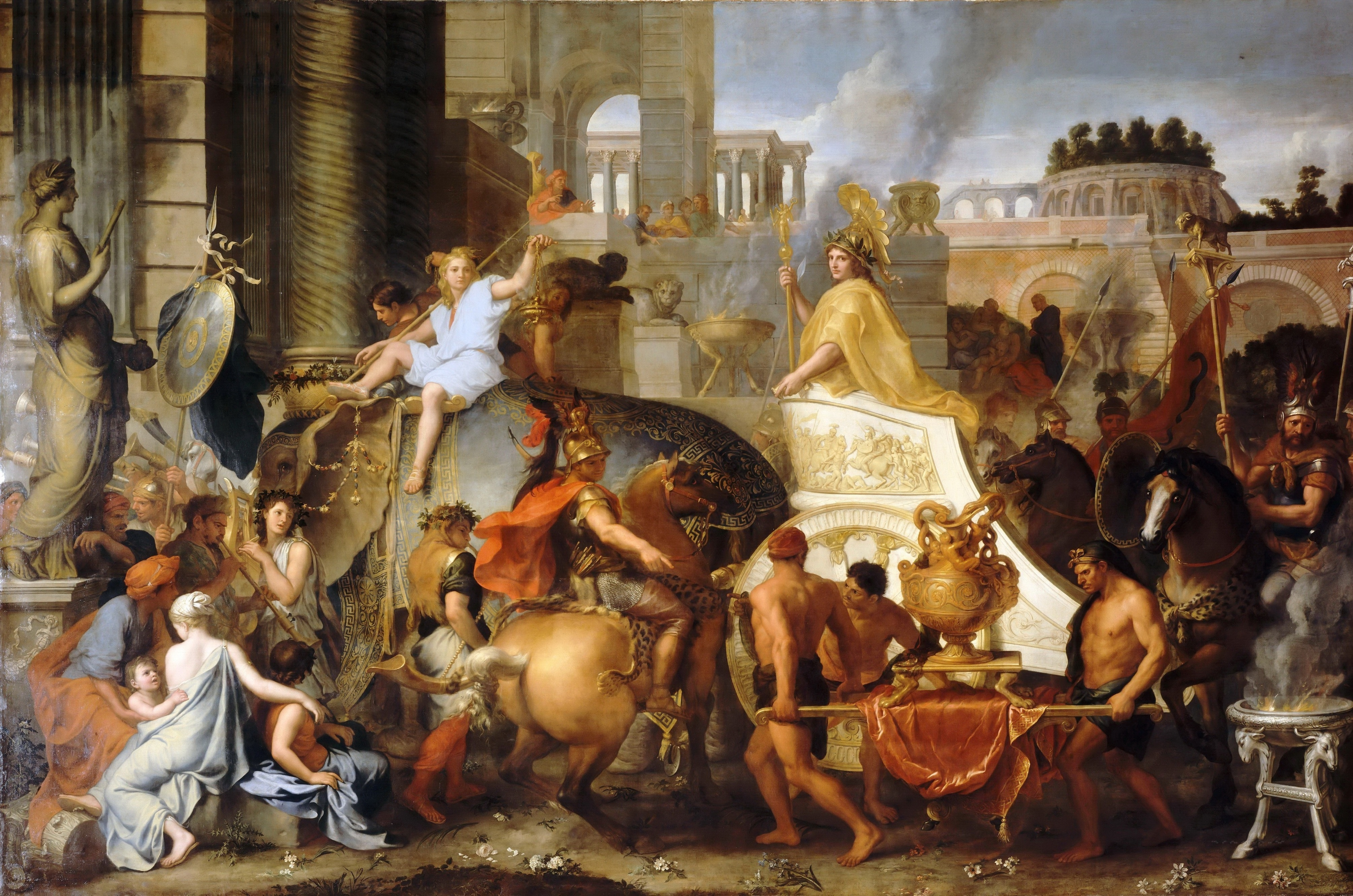
Ingresso di Alessandro a Babilonia, 1664. Louvre.
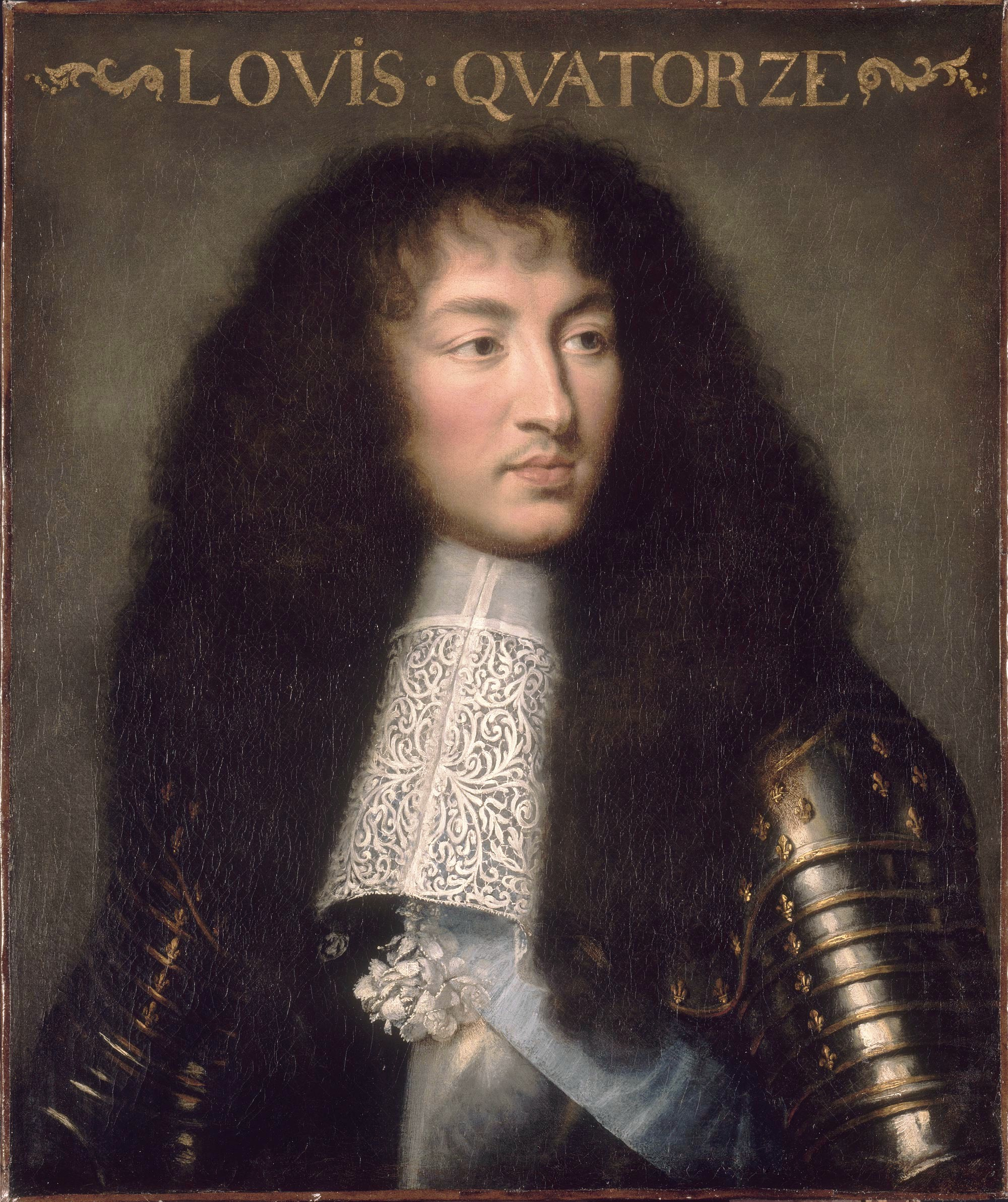
Ritratto di Luigi XIV, 1661.
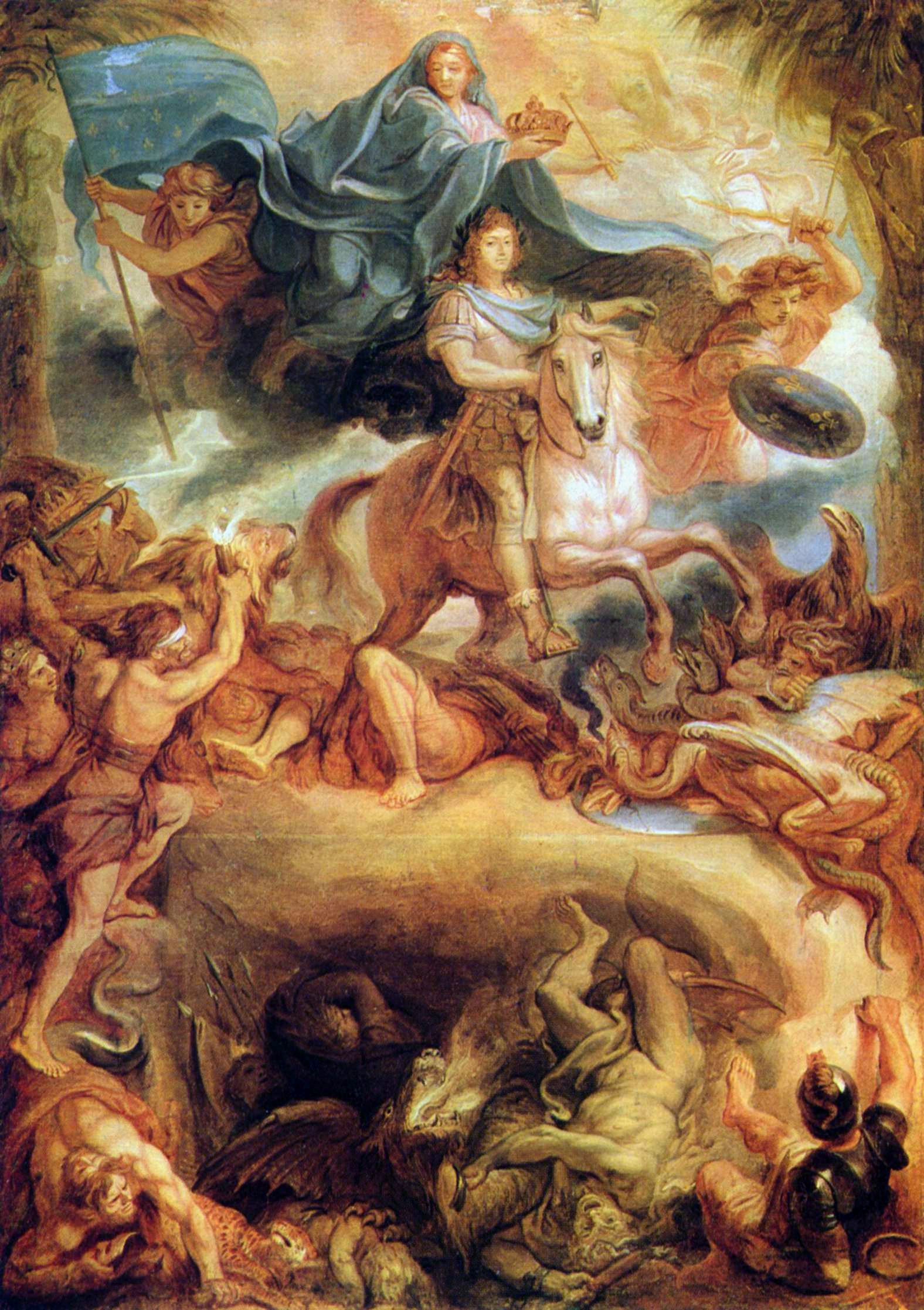
Apoteosi di Luigi XIV. 1677. Magyar Szépmüvészeti Múzeum. Budapest.
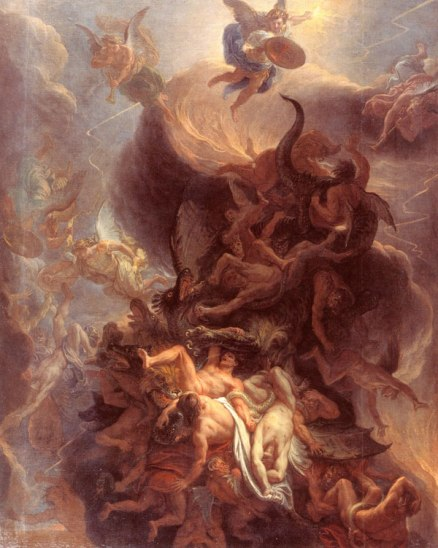
La caduta degli angeli ribelli, dopo il 1680. Museo di Digione.
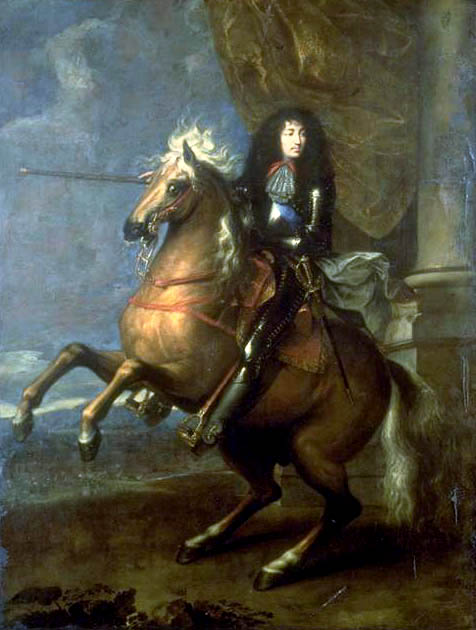
Ritratto equestre di Luigi XIV . 1668. Museo della Chartreuse, Douai.